# Burg Kühnring
Die ehemalige Burg Kühnring in der Marktgemeinde Burgschleinitz-Kühnring war die Stammburg der Kuenringer.

## Geschichte

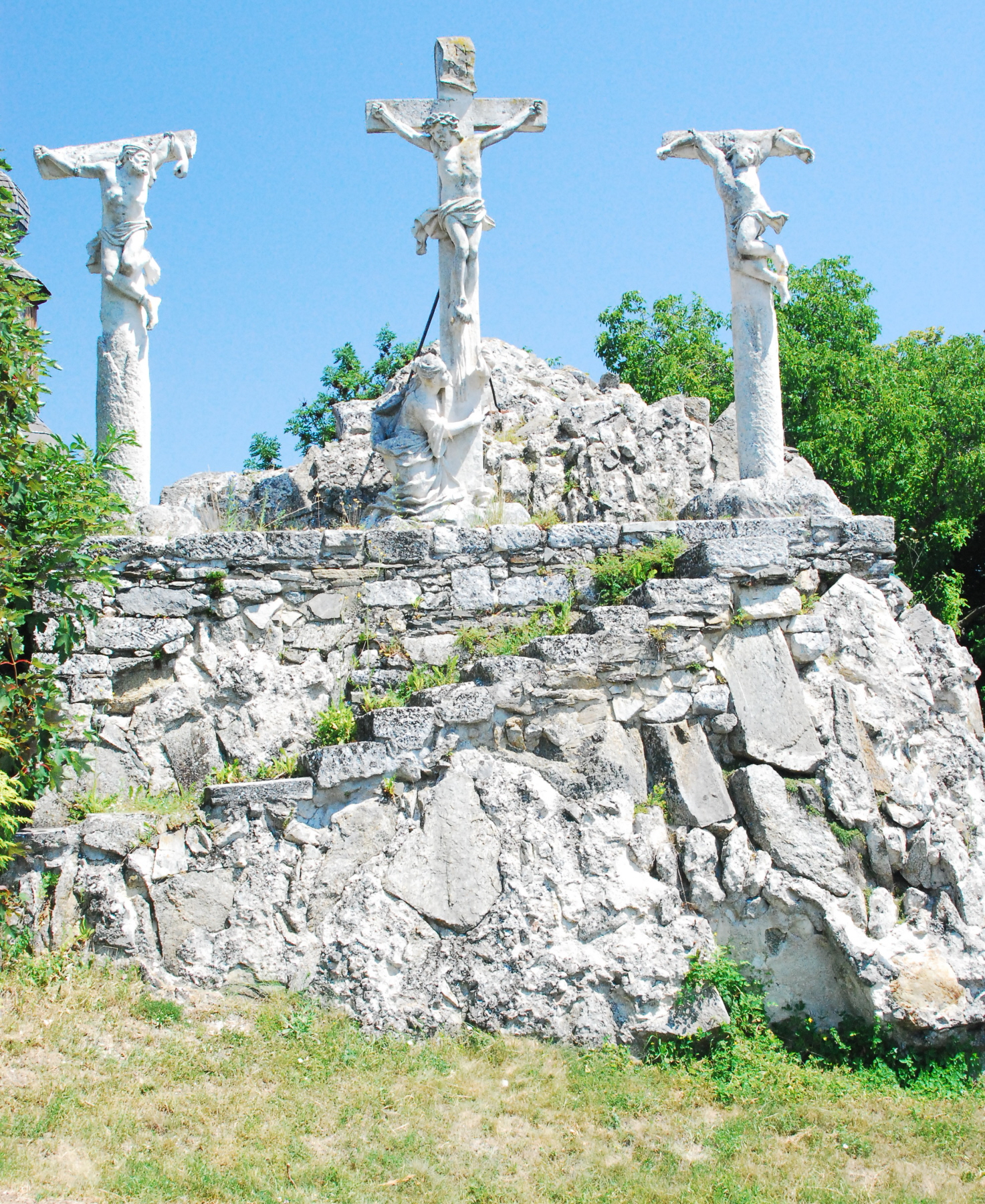
Kalvarienberggruppe auf Mauerresten der ehemaligen Burg

An der Stelle, wo heute die Pfarrkirche Kühnring steht, erbaute Hadmar I. in der ersten Hälfte des 12. Jahrhunderts die Stammburg der Kuenringer, nachdem bereits Ende des 11. Jahrhunderts sein Großvater Azzo von Gobatsburg hier eine Kapelle errichtet hatte, welche von Bischof Altmann von Passau geweiht wurde und später als Burgkapelle diente. 
Im 13. Jahrhundert war die Burg urkundlich im Besitz von Eufemia von Kuenring-Pottendorf. Georg von Kuenring war um 1460 Landmarschall und hatte gegen die Truppen des in Orth an der Donau sesshaften Gamareth Fronauer zu kämpfen, der gegen Kaiser Friedrich III. Krieg führte.

### Zerstörung der Burg
Einer der wildesten Parteigänger des Gamareth Fronauer, Johann Götzesdorfer, setzte sich in der seit langen Jahren verwahrlosten Burg Kühnring fest, überwinterte dort und plünderte von da aus mit etwa tausend ehemaligen Söldnern die Gegend in weitem Umkreis. Der Pfleger von Eggenburg, Wolfgang Kadawer, vertrieb den Götzesdorfer und zerstörte die Burg Kühnring. 1463 gestattete ihm Kaiser Friedrich, das Dorf Kühnring innezuhaben und zu nutzen. Das ist ein Zeichen, dass die Burg zerstört war und öde lag.
Auf welche Weise die Burg so zerstört werden konnte, dass mehrere Meter starke Teile der Mauer weggeschleudert und dabei um 90 Grad gedreht wurden, die gleich daneben liegende ehemalige Burgkapelle und heutige Kirche dagegen unversehrt blieb, ist heute noch rätselhaft. Man vermutet, dass man die Mauern angebohrt und in die so entstandenen Löcher Holzbalken hineingetrieben hat, die unter Wasser gesetzt wurden, und so die Mauern sprengten. Nur wenige große Mauerteile sowie ein Teil des Burggrabens zeugen heute noch von der ehemaligen Burganlage.

## Burgkapelle
Die Burgkapelle wurde nach der Zerstörung der Burg als Pfarrkirche umgewidmet und mehrmals zum Teil bedeutend umgebaut. Beim Umbau im Jahre 1660 erhielt sie schließlich ihr heutiges Erscheinungsbild.